# Zambia az 1992. évi nyári olimpiai játékokon
Zambia a spanyolországi Barcelonában megrendezett 1992. évi nyári olimpiai játékok egyik részt vevő nemzete volt. Az országot az olimpián 3 sportágban 9 sportoló képviselte, akik érmet nem szereztek.

## Atlétika
Férfi
| Versenyző         | Versenyszám | Előfutam | Előfutam | Előfutam | Negyeddöntő   | Negyeddöntő   | Negyeddöntő   | Elődöntő | Elődöntő | Elődöntő | Döntő   | Döntő    |
| Versenyző         | Versenyszám | Idő      | Hely.    | Össz.    | Idő           | Hely.         | Össz.         | Idő      | Hely.    | Össz.    | Idő     | Helyezés |
| ----------------- | ----------- | -------- | -------- | -------- | ------------- | ------------- | ------------- | -------- | -------- | -------- | ------- | -------- |
| Cephas Lemba      | 400 m       | 45,94    | 3.       | 20.      | nem ért célba | nem ért célba | nem ért célba | kiesett  | kiesett  | kiesett  | kiesett | kiesett  |
| Godfrey Siamusiye | 5000 m      | 14:08,83 | 11.      | 40.      |               |               |               |          |          |          | kiesett | kiesett  |
| Samuel Matete     | 400 m gát   | 49,89    | 1.       | 24.      |               |               |               | kizárták | kizárták | kizárták | kiesett | kiesett  |

Női
| Versenyző          | Versenyszám | Előfutam | Előfutam | Előfutam | Negyeddöntő | Negyeddöntő | Negyeddöntő | Elődöntő | Elődöntő | Elődöntő | Döntő   | Döntő    |
| Versenyző          | Versenyszám | Idő      | Hely.    | Össz.    | Idő         | Hely.       | Össz.       | Idő      | Hely.    | Össz.    | Idő     | Helyezés |
| ------------------ | ----------- | -------- | -------- | -------- | ----------- | ----------- | ----------- | -------- | -------- | -------- | ------- | -------- |
| Ngozi Mwanamwambwa | 100 m       | 12,13    | 7.       | 46.      | kiesett     | kiesett     | kiesett     | kiesett  | kiesett  | kiesett  | kiesett | kiesett  |
| Ngozi Mwanamwambwa | 200 m       | 24,59    | 6.       | 40.      | kiesett     | kiesett     | kiesett     | kiesett  | kiesett  | kiesett  | kiesett | kiesett  |
| Ngozi Mwanamwambwa | 400 m       | 54,88    | 6.       | 33.      | kiesett     | kiesett     | kiesett     | kiesett  | kiesett  | kiesett  | kiesett | kiesett  |

## Cselgáncs
Férfi
| Versenyző     | Versenyszám | Selejtező         | 32-es főtábla                   | Nyolcaddöntő      | Negyeddöntő       | Elődöntő          | Vigaszág első kör | Vigaszág nyolcaddöntő | Vigaszág negyeddöntő | Vigaszág elődöntő | Bronz- mérkőzés   | Döntő             | Helyezés |
| Versenyző     | Versenyszám | Ellenfél Eredmény | Ellenfél Eredmény               | Ellenfél Eredmény | Ellenfél Eredmény | Ellenfél Eredmény | Ellenfél Eredmény | Ellenfél Eredmény     | Ellenfél Eredmény    | Ellenfél Eredmény | Ellenfél Eredmény | Ellenfél Eredmény | Helyezés |
| ------------- | ----------- | ----------------- | ------------------------------- | ----------------- | ----------------- | ----------------- | ----------------- | --------------------- | -------------------- | ----------------- | ----------------- | ----------------- | -------- |
| Leyton Mafuta | Légsúly     | erőnyerő          | Willis García (VEN) · 0000-1000 | kiesett           | kiesett           | kiesett           |                   |                       |                      |                   |                   |                   | 23.      |

## Ökölvívás
| Versenyző      | Versenyszám  | Selejtező                           | Nyolcaddöntő                        | Negyeddöntő       | Elődöntő          | Döntő             | Helyezés |
| Versenyző      | Versenyszám  | Ellenfél Eredmény                   | Ellenfél Eredmény                   | Ellenfél Eredmény | Ellenfél Eredmény | Ellenfél Eredmény | Helyezés |
| -------------- | ------------ | ----------------------------------- | ----------------------------------- | ----------------- | ----------------- | ----------------- | -------- |
| Joseph Chongo  | Harmatsúly   | Magno Ruiz (GUA) · 7-3              | Szerafim Todorov (BUL) · 6-18       | kiesett           | kiesett           | kiesett           | 9.       |
| Steven Chungu  | Pehelysúly   | Paul Griffin (IRL) · RSC            | Victoriano Damián Sosa (DOM) · 9-11 | kiesett           | kiesett           | kiesett           | 9.       |
| Felix Bwalya   | Könnyűsúly   | Rashi Ali Hadj Matumla (TAN) · 8-16 | kiesett                             | kiesett           | kiesett           | kiesett           | 17.      |
| Daniel Fulanse | Kisváltósúly | Abdelkader Wahabi (BEL) · 13-3      | Szűcs László (HUN) · 7-15           | kiesett           | kiesett           | kiesett           | 9.       |

RSC - a játékvezető megállította a mérkőzést